# Kami no shizuku
Kami no shizuku (神の雫? lett. "Gocce di Dio") è un manga seinen scritto da Tadashi Agi, pseudonimo utilizzato dal team creativo composto dai fratelli Yuko e Shin Kibayashi, e disegnata da Okimoto Shu; è stata serializzata dal 2004 al 2014 sul periodico Weekly Morning di Kōdansha. Dal 28 maggio 2015 al 15 ottobre 2020 sulla medesima rivista è stato pubblicato un seguito dell'opera, intitolato Marriage 〜Kami no shizuku sai shūshō〜 (マリアージュ 〜神の雫 最終章〜?, Mariāju 〜Kami no shizuku sai shūshō〜, lett. "Matrimonio 〜Kami no shizuku Capitolo Finale〜"). Dal manga è stato tratto un dorama live action in 9 puntate trasmesso dalla Nippon Television all'inizio del 2009 con Kazuya Kamenashi ad interpretar il ruolo del protagonista.

## Trama
Shizuku Kanzaki (神咲 雫?) è un giovane impiegato in una società giapponese di bevande, ma che si concentra principalmente sulla vendita di vari tipi di birra. All'inizio della storia riceve la notizia che suo padre (con il quale non aveva mai intrattenuto buoni rapporti) è morto: egli era il famoso critico di vini Yutaka (神咲 豐多香?) e possedeva una vastissima collezione di vini pregiati provenienti da tutti il mondo e collezionati in anni e anni di ricerche.
Convocato nella sua casa, uno splendido palazzo in perfetto stile europeo, per ascoltare assieme agli altri membri della famiglia la lettura del testamento, Shizuku apprende che per entrare in possesso della sua parte di eredità deve identificare correttamente 13 (nel dorama si riducono a 6) differenti tipi di vino descritti nel testamento; i primi 12 sono noti come "gli Apostoli" mentre il tredicesimo è conosciuto come "Gocce di Dio". Egli verrà inoltre a sapere di avere un concorrente, un giovane ma già apprezzato critico di vini di nome Issei Toomine (遠峰 一青?), che Yukata aveva adottato poco prima di morire.
Shizuku, che non ha mai bevuto una goccia di vino in vita sua, in parte come reazione negativa nei confronti della passione paterna, viene a trovarsi in notevole difficoltà: non ha la benché minima conoscenza né pratica di vini. Tuttavia Shizuku ha un ottimo senso del gusto e dell'olfatto, cosa questa che gli permette di descrivere con accuratezza le esperienze sensitive provate con quei 2 sensi.
Shizuku inizia così ad immergersi in questo mondo del tutto nuovo per lui, cercando al contempo di risolvere il mistero dei 13 vini e sconfiggere così il suo diretto concorrente: in questo egli è anche aiutato e sostenuto dai suoi amici, tra cui la tirocinante sommelier Miyabi (紫野原みやび?) e i colleghi del dipartimento del vino di recente formazione della sua azienda, che subito si uniscono a lui con l'intento di vincere la gara.

## Personaggi

### Protagonisti
- Kazuya Kamenashi è Shizuku Kanzaki
- Seiichi Tanabe è Issei Tomine
- Riisa Naka è Miyabi Shinohara
- Naho Toda è Ryoko Kiryu
- Takeshi Masu è Shigeru Kawarage
- Taguchi Hiromasa è Chosuke Honma
- Nozomi Sasaki è Sara
- Genki Hirakata è Ryusuke Kido
- Mika Hagi è Saori Minamoto
- Yuki Uchida è Saionji Maki
- Takuro Tatsumi è Fujieda Shiro
- Naoto Takenaka è Doi Robert
- Ikko Furuya è Yutaka Kanzaki

### Star ospiti
- Toru Masuoka - Watanuki (ep. 1)
- Yuika Motokariya - Watanuki Suzuka (ep. 1)
- Ai Kato - Mizusawa Kaori (ep. 2)
- Hiroki Miyake - marito di Kaori (ep. 2)
- Satoshi Matsuda - Takasugi Shinichi (ep. 3)
- Kei Sunaga - un dottore (ep. 7)
- Kenta Satoi - un cameriere (ep. 7)

## Episodi
| Nº | Giapponese 「Kanji」 - Rōmaji                                | In onda          | In onda |
| Nº | Giapponese 「Kanji」 - Rōmaji                                | Giapponese       |         |
| 1  | 「遺産対決究極の味」 - Isan taiketsu kyūkyoku no aji         | 13 gennaio 2009  |         |
| 2  | 「第一の使徒登場!」 - Dai ichi no shito tōjō!                | 20 gennaio 2009  |         |
| 3  | 「父が教えた団欒の味」 - Chichi ga oshie ta danran no aji    | 27 gennaio 2009  |         |
| 4  | 「遂に悲劇の幕が開く」 - Tsuini higeki no maku ga hiraku     | 3 febbraio 2009  |         |
| 5  | 「暴かれた出生の秘密」 - Abakare ta shusshō no himitsu       | 10 febbraio 2009 |         |
| 6  | 「雪上の弟と沈黙の兄」 - Setsujō no otōto to chinmoku no ani | 17 febbraio 2009 |         |
| 7  | 「隠された遺言状の謎」 - Kakusare ta yuigon jō no nazo       | 24 febbraio 2009 |         |
| 8  | 「初恋の詩に秘めた謎」 - Hatsukoi no shi ni hime ta nazo     | 3 marzo 2009     |         |
| 9  | 「決着! 父から子へ」 - Kecchaku! chichi kara ko e            | 10 marzo 2009    |         |